# آکینوری میکامی
آکینوری میکامی (انگلیسی: Akinori Mikami؛ زادهٔ ۱۲ ژوئن ۱۹۶۹) بازیکن فوتبال اهل ژاپن است.
از باشگاه‌هایی که در آن بازی کرده‌است می‌توان به باشگاه فوتبال اوراوا رد دیاموندز اشاره کرد.